# カスパー・アスグリーン
カスパー・アスグリーン（Kasper Asgreen、1995年2月8日 - ）はデンマーク、コリング出身の自転車競技選手。

## 経歴

### 2015
ドイツのコンチネンタルチーム、MLP Team Bergstraßeでプロデビュー。

### 2016
デンマークのコンチネンタルチーム、Team Treforへ移籍。

### 2018
4月にクイックステップ・フロアーズへ移籍。

## 主な戦績

### 2016
- デンマーク選手権　U23個人タイムトライアル 優勝
- パリ～アラス・ツアー（英語版） 山岳賞

### 2017
- GP・ビボー（英語版） 優勝
- デンマーク選手権　U23個人タイムトライアル 優勝
- ヨーロッパ選手権　 U23個人タイムトライアル 優勝
- ツール・ド・ラブニール 区間優勝(第1ステージ)

### 2018
- イストリアン・スプリング・トロフィ（英語版） 区間優勝(第1ステージ)

### 2019
- ロンド・ファン・フラーンデレン 2位
- ツアー・オブ・カリフォルニア 総合3位、 ポイント賞(第2ステージ優勝)
- デンマーク選手権　個人タイムトライアル 優勝
- ドイツ・ツアー 区間優勝(第3ステージ)

### 2020
- クールネ〜ブリュッセル〜クールネ 優勝
- デンマーク選手権
  - 個人ロードレース 優勝
  - 個人タイムトライアル 優勝

### 2021
- E3サクソバンク・クラシック 優勝
- ロンド・ファン・フラーンデレン 優勝
- ヴォルタ・アン・アルガルヴェ 区間優勝（第4ステージ）
- デンマーク選手権　個人タイムトライアル 優勝

### 2023
- ヴォルタ・アン・アルガルヴェ  山岳賞
- デンマーク選手権　個人タイムトライアル 優勝
- ツール・ド・フランス 区間優勝（第18ステージ）

### 2025
- ジロ・デ・イタリア 区間優勝（第14ステージ）